# Kamp
Kamp (česky: Chuba) je řeka v Dolním Rakousku (Waldviertel). Jedná se o levý přítok Dunaje, 153 km dlouhý.
Pramení v pohoří Weinsberger Wald a teče zprvu na severovýchod, od rakouské Světlé (Zwettl) na východ a pak se stáčí k jihu. Protéká třemi přehradami Ottenstein, Dobra a Thunberg a řadou městeček a obcí. Vlévá se do Dunaje asi 10 km východně od rakouské Kremže (Krems).
Jméno je patrně keltského původu a odvozuje se od přídavného jména kamb, tedy křivý, což tok řeky dobře vystihuje. Malebné údolí řeky s četnými meandry je oblíbeným cílem turistů. Nad řekou stojí také několik hradů – Krumau, Rosenburg, Ottenstein, Dobra aj.

## Galerie

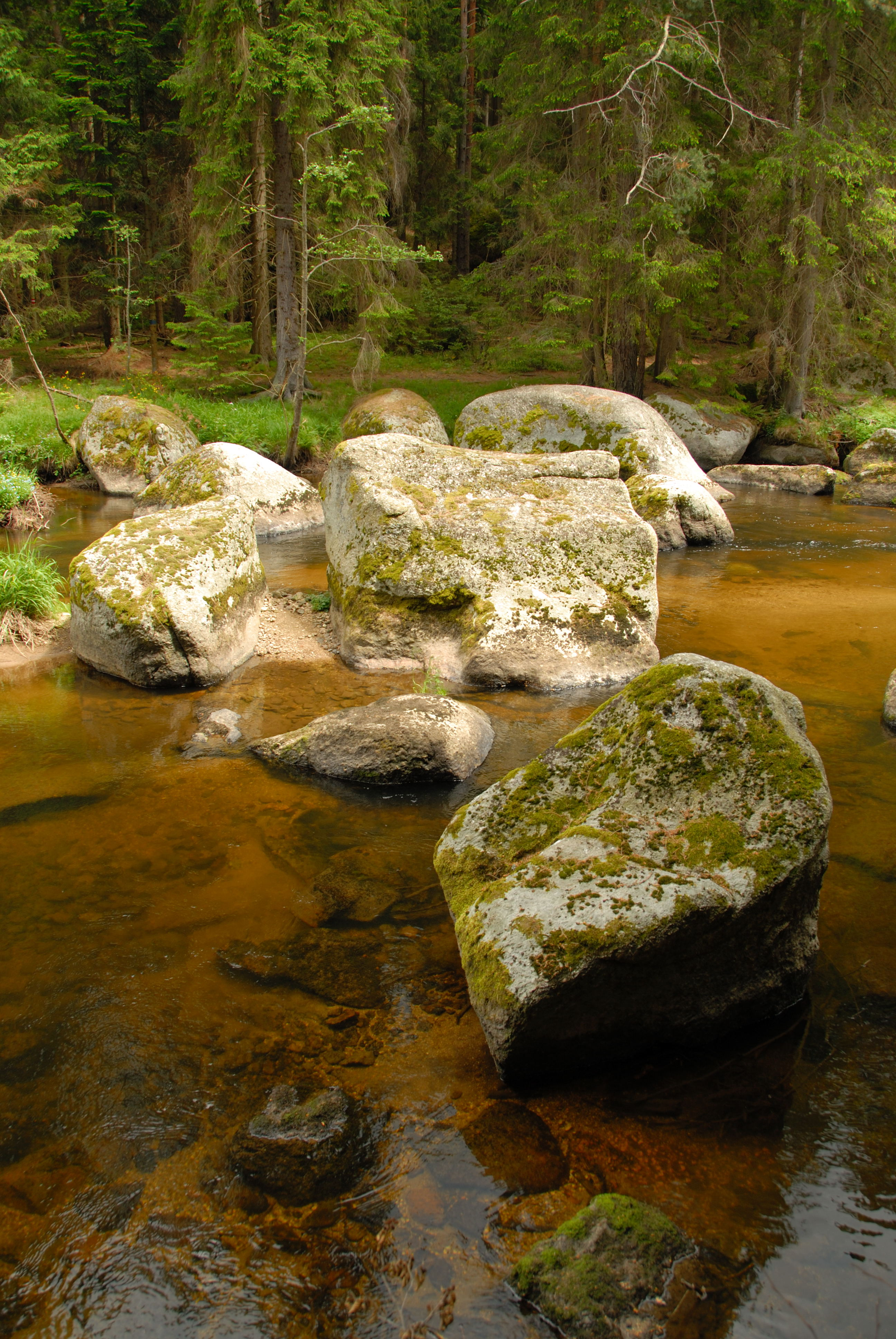
Horní tok
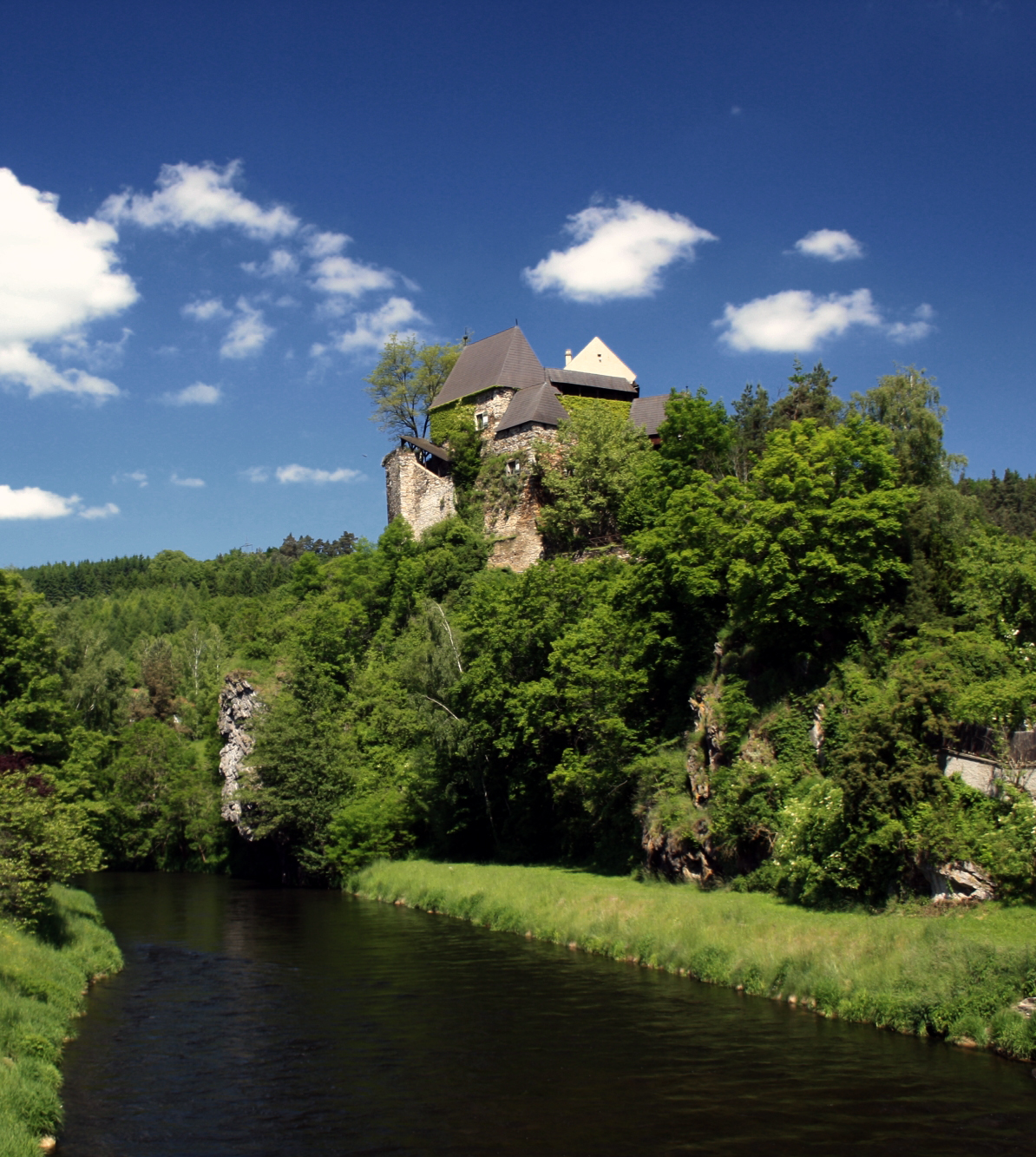
Hrad Krumau nad řekou
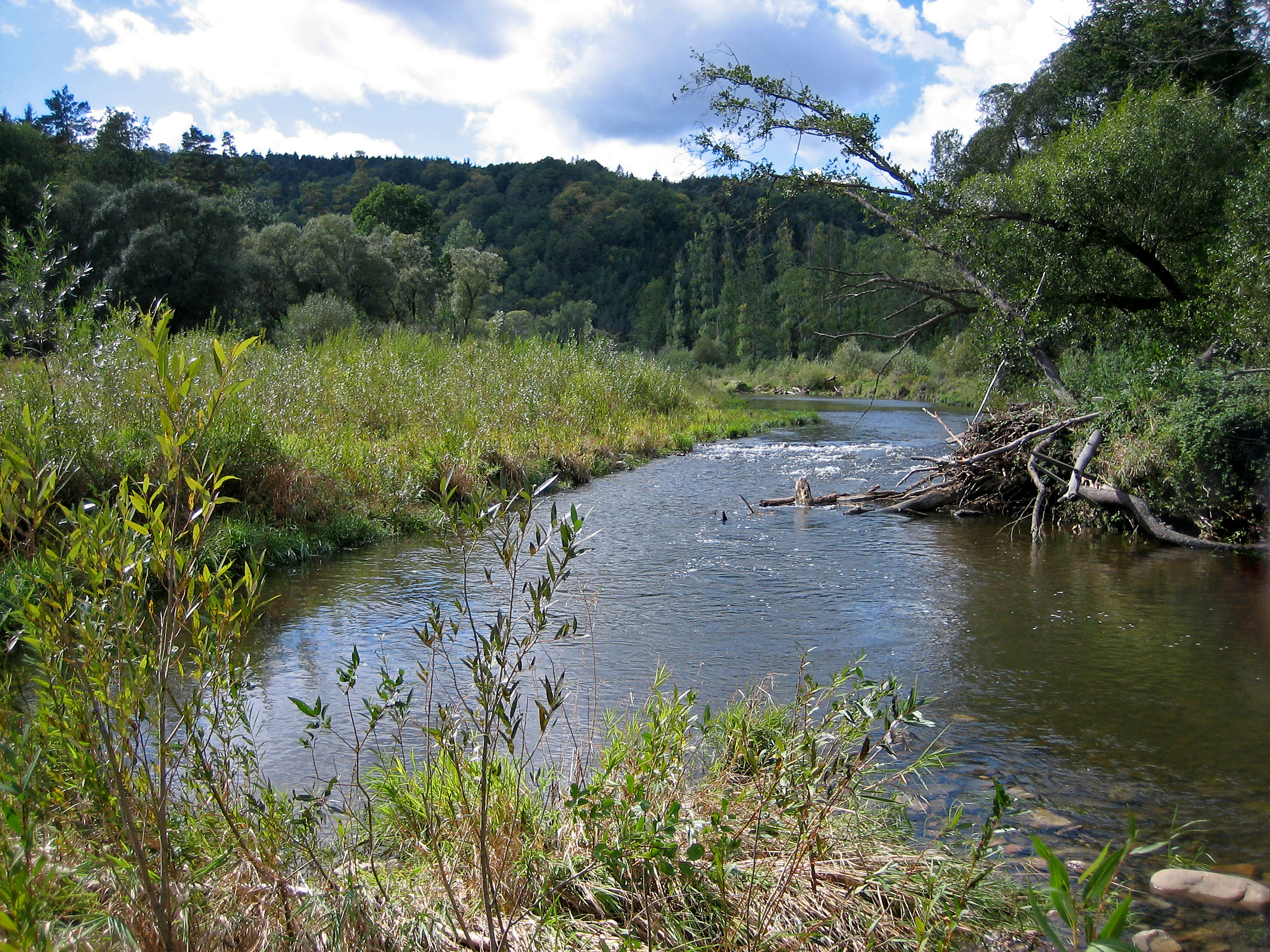
Dolní tok
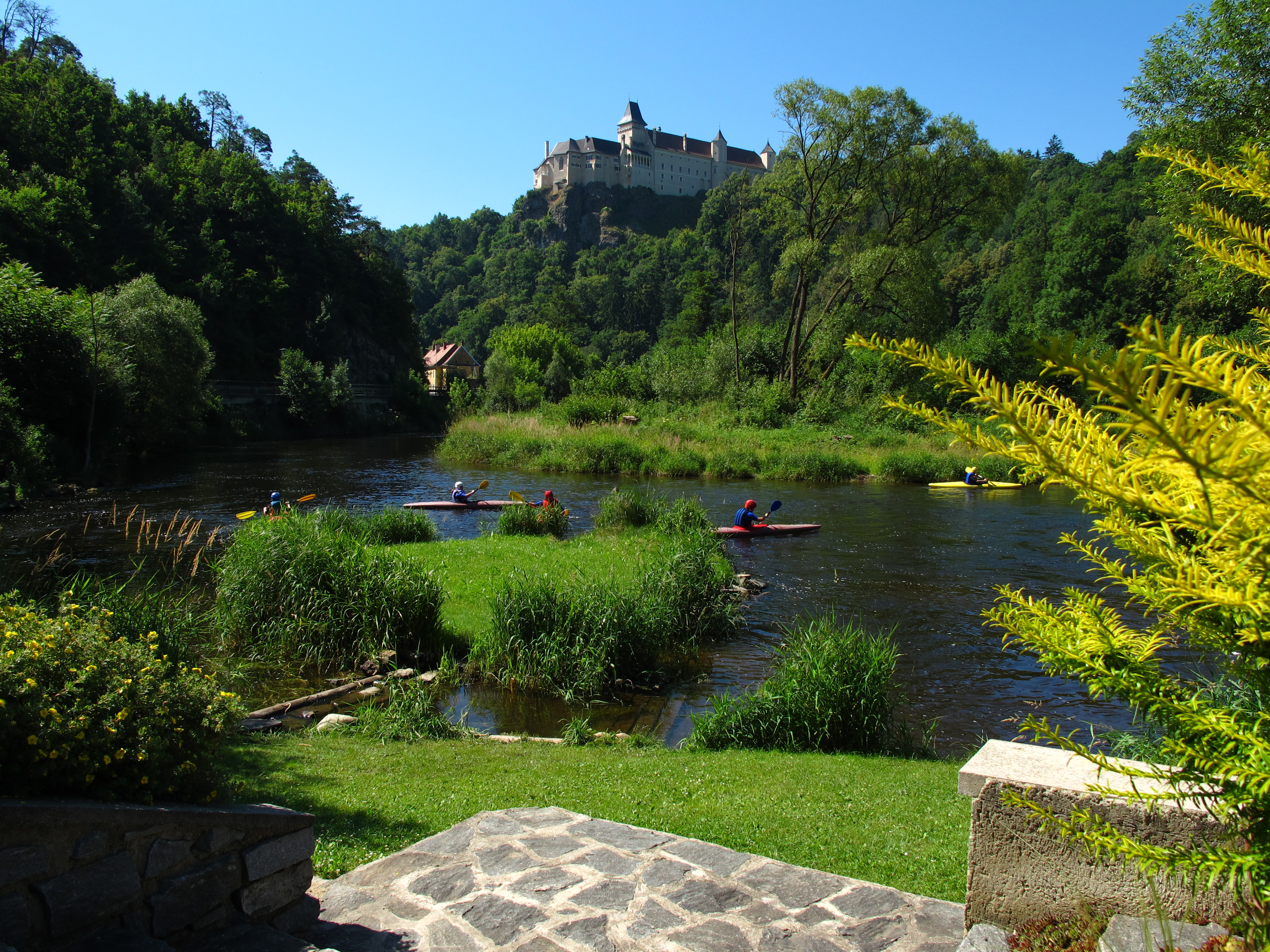
Zámek Rosenburg